# Neolucanus sinicus nosei
Neolucanus sinicus nosei es una subespecie de coleóptero de la familia Lucanidae.

## Distribución geográfica
Habita en Hainan (China).